# Milagros
Milagros és un municipi de la província de Burgos a la comunitat autònoma de Castella i Lleó. Forma part de la comarca de Ribera del Duero.

## Demografia
| 1991 | 1996 | 2001 | 2004 |
| ---- | ---- | ---- | ---- |
| 474  | 457  | 467  | 474  |

## Personatges il·lustres
- José Vela Zanetti, pintor.